# Pinglu, Shuozhou
 Pinglu är ett stadsdistrikt i Shuozhou i Shanxi-provinsen i norra Kina. Det ligger omkring 200 kilometer norr om provinshuvudstaden Taiyuan. 